# 정동원
정동원(鄭東元, 2007년 3월 19일 ~ )은 대한민국의 가수, 배우이다.

## 학력
- 진교초등학교 (졸업)
- 선화예술중학교 음악전공 (졸업)
- 서울공연예술고등학교 실용음악과 (재학)

## 수상
- 2018년 KBS1 전국노래자랑 경남 함양군편 우수상
- 2020년 TV조선 내일은 미스터트롯 5위
- 2020년 KBS2 불후의 명곡 - 전설을 노래하다 송해가요제 MVP
- 2020년 멜론뮤직어워즈 핫 트렌드상
- 2020년 중소벤처기업부 장관 표창
- 2021년 12월 한터차트 공식 초동 인증패 (역대 최연소 K-POP 초동 판매량 기록)
- 2023년 30주년 한터뮤직 어워즈 2022 포스트 제너레이션상
- 2024년 31주년 한터뮤직어워즈 2023 파퓰러 솔로 아티스트상
- 2024년 케이 월드 드림 어워즈 K월드 드림 리스너 초이스상
- 2024년 제1회 코리아 그랜드 뮤직 어워즈 IS 라이징 스타상
- 2024년 제1회 코리아 그랜드 뮤직 어워즈 베스트 아티스트상

## 앨범
- 2019년  - 〈미라클 : Miracle〉 (EP)
- 2021년 - 정규 1집 〈그리움, 아낌없이 주는 나무〉
- 2022년  - 〈손편지〉 (EP)  - 〈사내 : MAN〉 (EP)
- 2023년  - 〈소품집 Vol.1〉 (EP)
- 2025년 - 정규 2집 〈키다리 선물〉

## 참여/음원
- 2019년 - 〈육십령〉 with 장송호 (Digital Single)
- 2020년 - 〈여백〉 (TV조선 내일은 미스터트롯 결승전 신곡)
- 2020년 - 〈짝짝꿍짝〉 feat.남승민, Prod.영탁 (Digital Single)
- 2020년 - MBC 꼰대인턴 OST 〈친구야〉 (Digital Single)
- 2021년 - 〈내 마음속 최고〉 (Digital Single)
- 2020년 - KBS2 신사와 아가씨 OST <가리워진 길> (Digital Single)
- 2022년 - ENA 구필수는 없다 OST Part6 〈My Dream〉 (Digital Single)
- 2022년 - ENA 구필수는 없다 OST Part10 〈Alright〉 with 베이식 (Digital Single)
- 2022년 - World Peace Project Vol.1 〈Love Actually〉 with 박지원 (Digital Single)
- 2023년 - 〈영원 : Forever〉 (Digital Single)
- 2024년 - 〈고리〉 (Digital Single)
- 2025년 -   <흥!>  Feat. 김하온 (HAON)
- 2025년 -  쇼뮤지컬 드림하이 OST <Dream High> Feat. 임세준, 윤서빈

## 활동

### TV
- 2018년 KBS 1TV 《전국 노래자랑》
- 2019년 KBS 1TV 《노래가 좋아》
- 2019년 KBS 1TV 《인간극장》
- 2019년 SBS 《영재 발굴단》
- 2019년 MBC 《놀면 뭐하니?》
- 2019년 KBS 1TV 《아침마당》
- 2020년 TV조선 《내일은 미스터트롯》
- 2020년 ~ 2021년 TV조선 《사랑의 콜센타》 고정
- 2020년 TV조선 《보도본부 핫라인》(With 장민호)
- 2020년 TV조선 《아내의 맛》
- 2020년 JTBC 《뭉쳐야 찬다》 (With 미스터트롯 TOP7)
- 2020년 OLIVE 《밥블레스유 2》 게스트 (With 장민호, 임영웅, 이찬원)
- 2020년 JTBC 《아는형님》 게스트 (With 미스터트롯 TOP7)
- 2020년 KBS 2TV 《불후의 명곡 전설을 노래하다》(우승)
- 2020년 MBC 에브리원 《대한외국인》 게스트 (With 영탁, 김희재)
- 2020년 tvN 《놀라운 토요일》
- 2020년 JTBC 《히든싱어 시즌6》
- 2020년 ~ 2021년 TV조선 《뽕숭아학당》
- 2020년 TV조선 《2020 트롯어워즈》
- 2020년 ~ 2021년 TV조선 《내일은 미스트롯2》 마스터
- 2020년 TV조선 《TV조선 뉴스9》[2]
- 2021년 5월 MBC 《쇼! 음악중심》〈내 마음속 최고〉 신곡 무대
- 2021년 5월 SBS MTV 《더쇼》〈내 마음속 최고〉 신곡 무대
- 2021년 5월 MBC M 《쇼! 챔피언》〈내 마음속 최고〉 신곡 무대
- 2021년 5월 Mnet 《엠카운트다운》〈내 마음속 최고〉 신곡 무대
- 2021년 5월 TV조선 《화요청백전》
- 2021년 10월 tvN 《라켓보이즈》고정출연
- 2021년 10월 KBS 2TV 《슈퍼맨이 돌아왔다》 405회
- 2021년 11월 KBS 2TV 《슈퍼맨이 돌아왔다》 406회
- 2021년 11월 KBS 2TV 갓파더 - 新가족관계증명서 》 7회
- 2021년 11월 KBS 2TV 《뮤직뱅크》〈잘가요 내사랑〉 신곡 무대
- 2021년 11월 TV조선 《금요일은 밤이 좋아》 4회
- 2021년 11월 MBC 《쇼! 음악중심》〈잘가요 내사랑〉 신곡 무대
- 2021년 11월 MBC 전지적 참견 시점 179회
- 2021년 11월 SBS MTV 《더 트롯쇼》〈잘가요 내사랑〉 신곡 무대
- 2021년 11월 SBS MTV 《더쇼》〈잘가요 내사랑〉 신곡 무대
- 2021년 11월 MBC M 《쇼! 챔피언》〈잘가요 내사랑〉 신곡 무대
- 2021년 11월 MBC 《황금어장 라디오스타》 747회
- 2021년 12월 TV조선 《화요일은 밤이 좋아》 공동MC
- 2021년 12월 JTBC 《아는 형님》
- 2021년 12월 KBS 2TV 《박원숙의 같이 삽시다》
- 2022년 1월 TV조선 《개나리학당》공동MC
- 2022년 1월 TV조선 《국민가수 갈라쇼》
- 2022년 1월 KBS 2TV 《2022 설 대기획 여러분 고맙습니다 송해》
- 2022년 1월, 5월 KBS 2TV 《자본주의 학교》
- 2022년 5월, 9월 《가요무대》
- 2022년 10월 JTBC 《히든싱어 시즌7》10회
- 2022년 11월 MBC 《황금어장 라디오스타》 793회
- 2022년 12월 JTBC 《톡파원 25시》 39회
- 2022년 12월 KBS 2TV 《옥탑방의 문제아들》 205회
- 2023년 2월 JTBC 《아는형님》
- 2023년 현재 MBN 《지구탐구생활》
- 2023년 9월  tvN 《놀라운 토요일》 280회
- 2023년 9월 KBS 1TV 《열린 음악회》
- 2023년 9월 KBS2 《불후의 명곡》
- 2023년 9월 KBS 1TV 《아침마당》 9484회
- 2023년 10월 KBS 2TV 《사장님 귀는 당나귀 귀》 228회
- 2023년 12월 KBS 1TV 《전국노래자랑》연말 결선 초대 가수
- 2024년 2월 JTBC 《톡파원 25시》 100회
- 2024년 2월 KBS 2TV《사장님귀는 당나귀 귀》246회 영상 출연
- 2024년 3 KBS Joy 《이십세기 힛트송》 객원MC
- 2024년 6월 MBC 《황금어장 라디오스타》 게스트
- 2024년 9월 MBC 《심야괴담회》 시즌4 10회 게스트

### 라디오
- 2020년 광주TBN TBN차차차
- 2020년 KBS진주 1라디오 라이브 진주
- 2020년 SBS 파워FM 두시탈출 컬투쇼(with 장민호)
- 2020년 CBS 음악FM 이수영의 12시에 만납시다(with 장민호)
- 2020년 CBS 음악FM 이수영의 12시에 만납시다(with 김희재)
- 2021년 5월 SBS 러브FM 이숙영의 러브FM
- 2021년 5월 SBS 파워FM 두시탈출 컬투쇼
- 2021년 5월 MBC FM4U 전효성의 꿈꾸는 라디오
- 2021년 11월 SBS 파워FM 두시탈출 컬투쇼
- 2021년 11월 KBS Cool FM 정은지의 가요 광장
- 2021년 11월 SBS 파워FM 붐붐파워

### 드라마
- 2022년 수목드라마《구필수는 없다》 - 구준표 역

### 영화
- 2020년 영화 《미스터트롯: 더 무비》
- 2023년 영화 《뉴 노멀》 ... 이승진 역

### 콘서트 및 팬미팅
- 2020년~2021년 《내일은 미스터트롯 대국민 감사콘서트》(탑6외 13인 전국 순회 공연)[3]
- 2021년 6월 18일 ~ 6월 20일 내일은 <미스터트롯> TOP6 전국투어 콘서트 대구
- 2021년 6월 25일 ~ 6월 27일 내일은 <미스터트롯> TOP6 전국투어 콘서트 광주
- 2021년 7월 2일 ~ 7월 4일 내일은 <미스터트롯> TOP6 전국투어 콘서트 서울
- 2021년 7월 10일 ~ 7월 11일 내일은 <미스터트롯> TOP6 전국투어 콘서트 청주
- 2021년 11월 26일 ~ 11월 28일 '정동원棟동 이야기話화 콘서트(1st JEONG DONG WON’S TALK CONCERT)'
- 2021년 12월 24일 ~ 12월 25일 정동원 콘서트 '성탄총동원'
- 2022년 1월 15일~1월 16일 세종문화회관 '정동원 음학회'

### 이벤트 및 행사
- 2020년 6월 6일 '한국전쟁 70주년 해원 상생을 위한 해인사 추모 음악회와 수륙 대제'
- 2020년 7월 3일 '대한민국 동행세일' 특별행사
- 2021년 9월 21일 '2021 함양 산삼 항노화 엑스포 스페셜 콘서트'
- 2021년 10월 15일 '보은 대추축제'
- 2021년 10월 16일 장민호 단독콘서트 '드라마' 게스트 출연
- 2021년 10월 28일 '하동 세계차 엑스포' 홍보대사 위촉식
- 2021년 11월 14일 '낙동강 세계 평화 대축전'
- 2021년 11월 21일 강원도 백신 인센티브 공연 '다시만나 콘서트'

### 광고
- 2020년 《대한민국 동행세일 공익광고》
- 2020년 《신한은행》
- 2020년 《동원참치》 - 동원F&B[4]
- 2020년 《동원샘물》 - 동원F&B[5]
- 2020년 《MIBA 화장품》[6]
- 2020년 《맥도날드》
- 2020년 《삼성화재》
- 2020년~2021년 《아이비클럽》
- 2020년 《아이클타임》
- 2020년 《동원선물세트》
- 2020년 《이바돔감자탕, 조선화로집, 조선갈비실록》 - (주)이바돔[7]
- 2020년 《리챔》 - 동원F&B
- 2021년 《AI홈런》 - 아이스크림에듀
- 2021년 《레츠너츠(견과유)》 - (주)티엠에스글로벌[8]
- 2021년 《방문요양 케어링》 - 케어링(주)
- 2021년 《호식이 두마리치킨》
- 2021년 《셀렉스 프로틴》 (주) 매일유업